# Der Bulle von Tölz: Das Ende aller Sitten
Das Ende aller Sitten ist ein deutscher Fernsehfilm von Wolfgang F. Henschel aus dem Jahr 2008 nach einem Drehbuch von Petra Lüschow und Carolin Otto. Es ist die 64. Folge der Krimiserie Der Bulle von Tölz mit Ottfried Fischer als Hauptdarsteller in der Rolle des Hauptkommissars Benno Berghammer. Die Erstausstrahlung erfolgte am 15. April 2008 auf ORF 1.

## Handlung
Der in Hollywood erfolglose Regisseur Osso Toregger dreht in Bad Tölz einen Liebesfilm, angelehnt an Goethes Roman Die Wahlverwandtschaften. Auch sein alter Schulfreund, Hauptkommissar Benno Berghammer, versucht sich als Schauspieler. Eines Morgens findet Toregger im Swimmingpool seiner Villa die Leiche von Jana Fitz, seiner Geliebten, die in dem Film eine Hauptrolle spielt. Benno und seine Kollegin, Kommissarin Nadine Richter, nehmen die Ermittlungen auf und erfahren von Osso Toregger, dass Jana Fitz im dritten Monat von ihm schwanger war. Toreggers Frau Wally erweckt den Anschein, als sei die Liebschaft ihres Mannes kein Problem für sie gewesen.
Staatsanwalt Dr. Georg Lenz zieht Benno Berghammer wegen Befangenheit vom Fall ab, was den Hauptkommissar jedoch nicht daran hindert, privat weiterzuermitteln.
Laut Gerichtsmediziner Dr. Robert Sprung ist Jana Fitz an einem Pilzgift gestorben, das einem Algensaft beigemischt war. Der Todeszeitpunkt kann nicht genau festgestellt werden, weil die Wirkung des Giftes erst sechs bis acht Stunden nach der Einnahme eintritt. An der Hüfte der Toten befindet sich ein noch nicht vollständig verheiltes Tattoo mit japanischen Schriftzeichen.
Osso Toregger ist überzeugt, dass der Giftanschlag eigentlich ihm gegolten hat, zumal nur er jeden Morgen Algensaft zu sich nimmt. Wegen seiner Vergangenheit als Pornofilmproduzent ist er ständig Anfeindungen ausgesetzt und wurde auch schon vor seiner Villa angegriffen.
Die Kommissare statten Shanna Moser einen Besuch ab, weil von ihrem Esoterikbuchladen aus mehrfach bei Jana Fitz angerufen wurde; zudem hat Osso Toregger vom selben Anschluss aus Drohanrufe erhalten. Frau Moser sagt aus, nichts damit zu tun zu haben; ihre Angestellte und ihr Sohn Jim hätten ebenfalls Zugriff auf den Telefonanschluss. Shanna und Jim Moser wollen Jana Fitz nur vom Sehen gekannt haben, und sie geben sich gegenseitig ein Alibi für den Vorabend.
In einem Tattoostudio erfährt Nadine Richter von dem Tätowierer Wang Lee, dass die japanischen Schriftzeichen an der Hüfte des Opfers für „Ewigkeit“ und „Liebe“ stehen. Der Besitzer hat nicht nur Jana Fitz, sondern auch Jim Moser dieses Motiv gestochen.
Während nach Jim Moser gesucht wird, stellt sich heraus, dass Staatsanwalt Lenz in einen Medienfonds investiert hat, aus dem Mittel in Toreggers Filmproduktion geflossen sind. Der Staatsanwalt, dem diese Tatsache unangenehm ist, schlägt Kommissar Berghammer vor, die ganze Angelegenheit zu vergessen, und betraut ihn wieder mit den Ermittlungen.
Als Berghammer und Richter in Toreggers Villa weitere Befragungen durchführen, klettert Jim Moser mit einem Baseballschläger über die Gartenmauer, wird aber von den Leibwächtern abgefangen. Er erklärt sich zu einer Aussage auf dem Kommissariat bereit, ergreift dann aber die Flucht.
Die Kommissare erfahren von Shanna Moser, dass Osso Toregger Jims Vater ist. Sie hat es ihm am Tag nach Janas Tod mitgeteilt; Jim hingegen weiß nach wie vor nicht über seinen Erzeuger Bescheid. Das Alibi für ihren Sohn zieht Frau Moser zurück; sie will zur fraglichen Zeit mit Osso Toregger zusammen gewesen sein.
Osso Toregger wird nachts von einem Einbrecher mit einem Baseballschläger niedergeschlagen, wobei er keine schweren Verletzungen davonträgt. Bei dem Einbruch ist seine Schusswaffe weggekommen. Wally Toregger vermutet Jim Moser dahinter, weil er sich von seinem Vater vernachlässigt gefühlt haben könnte. Schließlich stellt sich jedoch heraus, dass die Toreggers den Überfall inszeniert haben, um den Verdacht auf Jim Moser zu lenken. Die Kommissare nehmen an, dass Jana Fitz sterben musste, weil Osso Toregger eifersüchtig auf sie war. Laut Wally Toregger wurden ihm bei einer Schönheitsoperation die Samenstränge durchtrennt, also kann er nicht der Kindsvater sein. Die Genanalyse bestätigt zwar eine Verwandtschaft zwischen Janas Kind und Osso Toregger, die Übereinstimmung ist jedoch nicht hoch genug. Also liegt die Vermutung nahe, dass Jim Moser das Kind gezeugt hat.
Jim Moser zwingt Osso Toregger mit vorgehaltener Waffe, mit ihm zur Friedhofskapelle zu fahren, wo Jana Fitz aufgebahrt ist. Toregger soll noch einmal mit eigenen Augen sehen, was er angerichtet hat. Jim will nicht wahrhaben, dass Osso sein Vater ist; er will nur, dass er die Tat gesteht. Toregger sagt, er habe sich umbringen wollen, sei aber zu schwach gewesen, den vergifteten Saft zu sich zu nehmen. Plötzlich sei Jana vor ihm gestanden, das Glas in der Hand, dann habe sie es ausgetrunken. Er habe sie daran hindern wollen, doch er sei wie gelähmt gewesen. Als Jim die Waffe auf ihn richtet, kommen die Kommissare hinzu und versuchen, ihn von seinem Vorhaben abzubringen. Osso Toregger fleht seinen Sohn an, er solle doch abdrücken, und bittet ihn um Verzeihung. Dann versagt sein geschwächtes Herz endgültig den Dienst.

## Hintergrund
Die Dreharbeiten wurden in Bad Tölz durchgeführt; als Schauplatz für die „Pension Resi“ diente das Hollerhaus Irschenhausen.

## Kritik
Die Programmzeitschrift TV Spielfilm schreibt: „Tempoarmer, aber humoriger Krimi mit bayrisch-gemütlichem Charme.“ Fazit: „Pornoalarm in Bad Tölz: skurriler Sittenverstoß.“